# Jemenitisch voetbalelftal (mannen)
Het Jemenitisch voetbalelftal is een team van voetballers dat Jemen vertegenwoordigt bij internationale wedstrijden zoals de kwalificatiewedstrijden voor het Wereldkampioenschap voetbal en de Asian Cup.
Tot 1990 waren er teams uit Noord- en Zuid-Jemen. Na de hereniging wordt het Jemenitische team gezien als opvolger van het Noord-Jemenitische teams (zoals het Duitse team de opvolger is van West-Duitsland). Noord-Jemen of Jemen kon zich nooit voor een WK of Asian Cup plaatsen.
Zuid-Jemen nam in 1976 deel aan de eindronde van de Azië cup (dit dankzij terugtrekking van de andere landen in hun groep waardoor het land, samen met Koeweit, zonder te spelen kon deelnemen).

## Geschiedenis
Tot op heden heeft Jemen zich niet kunnen plaatsen voor een WK-toernooi of een Aziatisch kampioenschap. Beste prestatie wat betreft WK-kwalificatie werd geleverd voor het WK van 2002, toen Jemen één punt tekort kwam om zich te plaatsen voor de finale-poule, in de laatste wedstrijd verloor Jemen met 3-2 van de Verenigde Emiraten. Voor kwalificatie voor het WK van 2018 verloor Jemen zeven van de acht wedstrijden en eindigde op de laatste wedstrijd. Jemen plaatste zich wel voor het Aziatisch Kampioenschap van 2017, de eerste keer dat het land zich plaatste voor een groot toernooi.

## Deelnames aan internationale toernooien

### Wereldkampioenschap
| Wereldkampioenschap voetbal overzicht | Wereldkampioenschap voetbal overzicht | Wereldkampioenschap voetbal overzicht | Wereldkampioenschap voetbal overzicht | Wereldkampioenschap voetbal overzicht | Wereldkampioenschap voetbal overzicht | Wereldkampioenschap voetbal overzicht | Wereldkampioenschap voetbal overzicht | Wereldkampioenschap voetbal overzicht |                         |
| Jaar                                  | Ronde                                 | Wed.                                  | W                                     | G                                     | V                                     | DV                                    | DT                                    |                                       |                         |
| Spelend als Noord-Jemen               | Spelend als Noord-Jemen               | Spelend als Noord-Jemen               | Spelend als Noord-Jemen               | Spelend als Noord-Jemen               | Spelend als Noord-Jemen               | Spelend als Noord-Jemen               | Spelend als Noord-Jemen               | Spelend als Noord-Jemen               | Spelend als Noord-Jemen |
| ------------------------------------- | ------------------------------------- | ------------------------------------- | ------------------------------------- | ------------------------------------- | ------------------------------------- | ------------------------------------- | ------------------------------------- | ------------------------------------- | ----------------------- |
| 1986                                  | Niet gekwalificeerd                   | Niet gekwalificeerd                   | Niet gekwalificeerd                   | Niet gekwalificeerd                   | Niet gekwalificeerd                   | Niet gekwalificeerd                   | Niet gekwalificeerd                   |                                       |                         |
| 1990                                  | Niet gekwalificeerd                   | Niet gekwalificeerd                   | Niet gekwalificeerd                   | Niet gekwalificeerd                   | Niet gekwalificeerd                   | Niet gekwalificeerd                   | Niet gekwalificeerd                   |                                       |                         |
|                                       |                                       |                                       |                                       |                                       |                                       |                                       |                                       |                                       |                         |
| 1994                                  | Niet gekwalificeerd                   | Niet gekwalificeerd                   | Niet gekwalificeerd                   | Niet gekwalificeerd                   | Niet gekwalificeerd                   | Niet gekwalificeerd                   | Niet gekwalificeerd                   |                                       |                         |
| 1998                                  | Niet gekwalificeerd                   | Niet gekwalificeerd                   | Niet gekwalificeerd                   | Niet gekwalificeerd                   | Niet gekwalificeerd                   | Niet gekwalificeerd                   | Niet gekwalificeerd                   |                                       |                         |
| 2002                                  | Niet gekwalificeerd                   | Niet gekwalificeerd                   | Niet gekwalificeerd                   | Niet gekwalificeerd                   | Niet gekwalificeerd                   | Niet gekwalificeerd                   | Niet gekwalificeerd                   |                                       |                         |
| 2006                                  | Niet gekwalificeerd                   | Niet gekwalificeerd                   | Niet gekwalificeerd                   | Niet gekwalificeerd                   | Niet gekwalificeerd                   | Niet gekwalificeerd                   | Niet gekwalificeerd                   |                                       |                         |
| 2010                                  | Niet gekwalificeerd                   | Niet gekwalificeerd                   | Niet gekwalificeerd                   | Niet gekwalificeerd                   | Niet gekwalificeerd                   | Niet gekwalificeerd                   | Niet gekwalificeerd                   |                                       |                         |
| 2014                                  | Niet gekwalificeerd                   | Niet gekwalificeerd                   | Niet gekwalificeerd                   | Niet gekwalificeerd                   | Niet gekwalificeerd                   | Niet gekwalificeerd                   | Niet gekwalificeerd                   |                                       |                         |
| 2018                                  | Niet gekwalificeerd                   | Niet gekwalificeerd                   | Niet gekwalificeerd                   | Niet gekwalificeerd                   | Niet gekwalificeerd                   | Niet gekwalificeerd                   | Niet gekwalificeerd                   |                                       |                         |
| 2022                                  | Niet gekwalificeerd                   | Niet gekwalificeerd                   | Niet gekwalificeerd                   | Niet gekwalificeerd                   | Niet gekwalificeerd                   | Niet gekwalificeerd                   | Niet gekwalificeerd                   | Niet gekwalificeerd                   |                         |
| 2026                                  | Niet gekwalificeerd                   | Niet gekwalificeerd                   | Niet gekwalificeerd                   | Niet gekwalificeerd                   | Niet gekwalificeerd                   | Niet gekwalificeerd                   | Niet gekwalificeerd                   |                                       |                         |

### Azië Cup
| 1984 | Niet gekwalificeerd   | Niet gekwalificeerd   | Niet gekwalificeerd   | Niet gekwalificeerd   | Niet gekwalificeerd   | Niet gekwalificeerd   | Niet gekwalificeerd   | Niet gekwalificeerd   |
| 1988 | Niet gekwalificeerd   | Niet gekwalificeerd   | Niet gekwalificeerd   | Niet gekwalificeerd   | Niet gekwalificeerd   | Niet gekwalificeerd   | Niet gekwalificeerd   | Niet gekwalificeerd   |
|      |                       |                       |                       |                       |                       |                       |                       |                       |
| 1992 | Geen deelname         | Geen deelname         | Geen deelname         | Geen deelname         | Geen deelname         | Geen deelname         | Geen deelname         | Geen deelname         |
| 1996 | Niet gekwalificeerd\| | Niet gekwalificeerd\| | Niet gekwalificeerd\| | Niet gekwalificeerd\| | Niet gekwalificeerd\| | Niet gekwalificeerd\| | Niet gekwalificeerd\| | Niet gekwalificeerd\| |
| 2000 | Niet gekwalificeerd   | Niet gekwalificeerd   | Niet gekwalificeerd   | Niet gekwalificeerd   | Niet gekwalificeerd   | Niet gekwalificeerd   | Niet gekwalificeerd   | Niet gekwalificeerd   |
| 2004 | Niet gekwalificeerd   | Niet gekwalificeerd   | Niet gekwalificeerd   | Niet gekwalificeerd   | Niet gekwalificeerd   | Niet gekwalificeerd   | Niet gekwalificeerd   | Niet gekwalificeerd   |
| 2007 | Niet gekwalificeerd   | Niet gekwalificeerd   | Niet gekwalificeerd   | Niet gekwalificeerd   | Niet gekwalificeerd   | Niet gekwalificeerd   | Niet gekwalificeerd   | Niet gekwalificeerd   |
| 2011 | Niet gekwalificeerd   | Niet gekwalificeerd   | Niet gekwalificeerd   | Niet gekwalificeerd   | Niet gekwalificeerd   | Niet gekwalificeerd   | Niet gekwalificeerd   | Niet gekwalificeerd   |
| 2015 | Niet gekwalificeerd   | Niet gekwalificeerd   | Niet gekwalificeerd   | Niet gekwalificeerd   | Niet gekwalificeerd   | Niet gekwalificeerd   | Niet gekwalificeerd   | Niet gekwalificeerd   |
| 2019 | Groepsfase            | 3                     | 0                     | 0                     | 3                     | 0                     | 10                    | (Kwal.)               |
| 2023 | Niet gekwalificeerd   | Niet gekwalificeerd   | Niet gekwalificeerd   | Niet gekwalificeerd   | Niet gekwalificeerd   | Niet gekwalificeerd   | Niet gekwalificeerd   | Niet gekwalificeerd   |

### West-Aziatisch kampioenschap
| West-Aziatisch kampioenschap voetbal overzicht | West-Aziatisch kampioenschap voetbal overzicht | West-Aziatisch kampioenschap voetbal overzicht | West-Aziatisch kampioenschap voetbal overzicht | West-Aziatisch kampioenschap voetbal overzicht | West-Aziatisch kampioenschap voetbal overzicht | West-Aziatisch kampioenschap voetbal overzicht | West-Aziatisch kampioenschap voetbal overzicht | West-Aziatisch kampioenschap voetbal overzicht |
| Jaar                                           | Ronde                                          | Wed.                                           | W                                              | G                                              | V                                              | DV                                             | DT                                             |                                                |
| ---------------------------------------------- | ---------------------------------------------- | ---------------------------------------------- | ---------------------------------------------- | ---------------------------------------------- | ---------------------------------------------- | ---------------------------------------------- | ---------------------------------------------- | ---------------------------------------------- |
| 2010                                           | Halve finale                                   | 3                                              | 1                                              | 1                                              | 1                                              | 5                                              | 4                                              |                                                |
| 2012                                           | Groepsfase                                     | 3                                              | 0                                              | 0                                              | 3                                              | 1                                              | 4                                              |                                                |
| 2014                                           | Geen deelname                                  | Geen deelname                                  | Geen deelname                                  | Geen deelname                                  | Geen deelname                                  | Geen deelname                                  | Geen deelname                                  |                                                |
| 2019                                           | Groepsfase                                     | 4                                              | 1                                              | 1                                              | 2                                              | 4                                              | 5                                              |                                                |

### Arab Nations Cup
| Palestina Cup (1972–1977)  | Palestina Cup (1972–1977) | Palestina Cup (1972–1977) | Palestina Cup (1972–1977) | Palestina Cup (1972–1977) | Palestina Cup (1972–1977) | Palestina Cup (1972–1977) | Palestina Cup (1972–1977) | Palestina Cup (1972–1977) |
| Jaar                       | Ronde                     | Wed.                      | W                         | G                         | V                         | DV                        | DT                        |                           |
| Spelend als Noord-Jemen    | Spelend als Noord-Jemen   | Spelend als Noord-Jemen   | Spelend als Noord-Jemen   | Spelend als Noord-Jemen   | Spelend als Noord-Jemen   | Spelend als Noord-Jemen   | Spelend als Noord-Jemen   |                           |
| -------------------------- | ------------------------- | ------------------------- | ------------------------- | ------------------------- | ------------------------- | ------------------------- | ------------------------- | ------------------------- |
| 1973                       | Groepsfase                | 4                         | 0                         | 0                         | 4                         | ?                         | ?                         |                           |
|                            |                           |                           |                           |                           |                           |                           |                           |                           |
| 1975                       | Groepsfase                | 2                         | 1                         | 0                         | 1                         | 1                         | 5                         |                           |
| Arab Nations Cup overzicht |                           |                           |                           |                           |                           |                           |                           |                           |
| Jaar                       | Ronde                     | Wed.                      | W                         | G                         | V                         | DV                        | DT                        |                           |
| 1966                       | Groepsfase                | 3                         | 0                         | 0                         | 3                         | 1                         | 22                        |                           |
| 1985                       | Geen deelname             | Geen deelname             | Geen deelname             | Geen deelname             | Geen deelname             | Geen deelname             | Geen deelname             |                           |
| 1988                       | Geen deelname             | Geen deelname             | Geen deelname             | Geen deelname             | Geen deelname             | Geen deelname             | Geen deelname             |                           |
| 1992                       | Geen deelname             | Geen deelname             | Geen deelname             | Geen deelname             | Geen deelname             | Geen deelname             | Geen deelname             |                           |
| 1998                       | Geen deelname             | Geen deelname             | Geen deelname             | Geen deelname             | Geen deelname             | Geen deelname             | Geen deelname             |                           |
| 2002                       | Groepsfase                | 4                         | 0                         | 1                         | 3                         | 5                         | 13                        |                           |
| 2012                       | Groepsfase                | 3                         | 0                         | 0                         | 3                         | 1                         | 8                         |                           |

### Golf Cup of Nations
| Golf Cup of Nations overzicht | Golf Cup of Nations overzicht | Golf Cup of Nations overzicht | Golf Cup of Nations overzicht | Golf Cup of Nations overzicht | Golf Cup of Nations overzicht | Golf Cup of Nations overzicht | Golf Cup of Nations overzicht | Golf Cup of Nations overzicht |
| Jaar                          | Ronde                         | Wed.                          | W                             | G                             | V                             | DV                            | DT                            |                               |
| ----------------------------- | ----------------------------- | ----------------------------- | ----------------------------- | ----------------------------- | ----------------------------- | ----------------------------- | ----------------------------- | ----------------------------- |
| 2003                          | Zevende                       | 6                             | 0                             | 1                             | 5                             | 2                             | 18                            |                               |
| 2004                          | Groepsfase                    | 3                             | 0                             | 1                             | 2                             | 2                             | 7                             |                               |
| 2007                          | Groepsfase                    | 3                             | 0                             | 1                             | 2                             | 3                             | 5                             |                               |
| 2009                          | Groepsfase                    | 3                             | 0                             | 0                             | 3                             | 2                             | 11                            |                               |
| 2010                          | Groepsfase                    | 3                             | 0                             | 0                             | 3                             | 1                             | 9                             |                               |
| 2013                          | Groepsfase                    | 3                             | 0                             | 0                             | 3                             | 0                             | 6                             |                               |
| 2014                          | Groepsfase                    | 3                             | 0                             | 2                             | 1                             | 0                             | 1                             |                               |
| 2017                          | Groepsfase                    | 3                             | 0                             | 0                             | 3                             | 0                             | 8                             |                               |
| 2019                          | Groepsfase                    | 3                             | 0                             | 1                             | 2                             | 0                             | 9                             |                               |
| 2023                          | Groepsfase                    | 3                             | 0                             | 0                             | 3                             | 2                             | 10                            |                               |

### FIFA Arab Cup
| FIFA Arab Cup overzicht | FIFA Arab Cup overzicht | FIFA Arab Cup overzicht | FIFA Arab Cup overzicht | FIFA Arab Cup overzicht | FIFA Arab Cup overzicht | FIFA Arab Cup overzicht | FIFA Arab Cup overzicht | FIFA Arab Cup overzicht |
| Jaar                    | Ronde                   | Wed.                    | W                       | G                       | V                       | DV                      | DT                      |                         |
| ----------------------- | ----------------------- | ----------------------- | ----------------------- | ----------------------- | ----------------------- | ----------------------- | ----------------------- | ----------------------- |
| 2021                    | Kwalificatieronde       | 1                       | 0                       | 0                       | 1                       | 0                       | 2                       |                         |

## FIFA-wereldranglijst[1]
| 1993 | 1994 | 1995 | 1996 | 1997 | 1998 | 1999 | 2000 | 2001 | 2002 | 2003 | 2004 | 2005 | 2006 | 2007 | 2008 | 2009 | 2010 | 2011 | 2012 | 2013 | 2014 | 2015 | 2016 | 2017 | 2018 |
| ---- | ---- | ---- | ---- | ---- | ---- | ---- | ---- | ---- | ---- | ---- | ---- | ---- | ---- | ---- | ---- | ---- | ---- | ---- | ---- | ---- | ---- | ---- | ---- | ---- | ---- |
| 91   | 103  | 123  | 139  | 128  | 146  | 158  | 160  | 135  | 145  | 132  | 124  | 139  | 141  | 144  | 145  | 130  | 126  | 151  | 164  | 179  | 176  | 174  | 148  | 120  | 135  |

YFA · A-internationals
1984 – 1989 · 
1990 – 1999 · 
2000 – 2009 · 
2010 – 2019 ·
2020 − 2029
Bahrein ·
Bangladesh ·
Bhutan ·
Brunei ·
Cambodja ·
China ·
Comoren ·
Djibouti ·
Egypte ·
Eritrea ·
Ethiopië ·
Filipijnen ·
Finland ·
Hongkong ·
India ·
Indonesië ·
Irak ·
Iran ·
Japan ·
Jordanië ·
Kenia ·
Kirgizië ·
Koeweit ·
Libanon ·
Libië ·
Malawi ·
Malediven ·
Maleisië ·
Marokko ·
Mauritanië ·
Mongolië ·
Nepal ·
Noord-Korea ·
Oeganda ·
Oezbekistan ·
Oman ·
Pakistan ·
Palestina ·
Qatar ·
Saoedi-Arabië ·
Singapore ·
Soedan ·
Sri Lanka ·
Syrië ·
Tadzjikistan ·
Tanzania ·
Thailand ·
Tsjaad ·
Turkmenistan ·
Verenigde Arabische Emiraten ·
Vietnam ·
Zambia ·
Zuid-Korea